# コリン・チョウ
コリン・チョウ（鄒 兆龍、Collin Chou、1967年8月11日 - ）は、台湾高雄市生まれの 俳優・武術指導・武術家。身長180cm。妻は1989年ミス香港で女優、モデルであった翁慧德（ワンダ・ユン）。アメリカLA在住。

## 人物・来歴
8人の兄弟と4人の姉妹という13人兄弟の8番目として台湾の高雄市に生まれる。父親を早くに亡くしたため家計は困窮、幼い頃から仏師やパン屋の丁稚奉公として働いた。9歳のある日ケガをし武館に隣接された接骨院に通ったことで、武術の稽古に興味を持ち習うことになる。そして12歳で台北に出て子役少女のスタントダブルをしたことをきっかけにスタントマンの道を歩み始めた。
18歳の時にサモ・ハン・キンポーの目にとまり彼の出資した『全力反彈（原題）』（1987年・台湾）で主役を演じ、 2年の兵役後、香港に渡り映画出演と同時に彼のスタントチーム洪家班の一員として映画制作にも携わる。倪星（ガイ・シン/イー・シン）という名は当時サモ・ハンからもらった芸名であった。
香港時代はサモ・ハン、ユン・ケイ、ユエン・ウーピンやツイ・ハークといった監督作をはじめとする映画30本以上に出演。なかでもジェット・リーとは敵役として何度も戦っている。
1998年に名義を本名の鄒兆龍に戻し、1999年アメリカに移住。ロスでカレッジに通う傍ら、2002年ナインティナイン・岡村隆史主演の『無問題2』に出演、 2003年にはハリウッド映画『マトリックス リローデッド』と『マトリックス レボリューションズ』のセラフ役で大きく注目を浴びた。
その後も『SPIRIT』、『DOA/デッド・オア・アライブ』とアメリカ、香港中国と活躍の場は広がり、ドニー・イェンと激しい死闘を演じた『導火線 FLASH POINT』、ジャッキー・チェン、ジェット・リーと共演した『ドラゴン・キングダム』以降、香港中国合作映画からのオファーが増え、現在では悪役だけでなくヒーローの一人という役でも活躍、中華圏での本格派アクション俳優の地位を再び確立した。一方アメリカでは、アクションのないインディペンデント映画にも出演している。
また神田裕司監督の日本映画『Reason of Life』（制作時タイトル：人を乗せる―But life Goes On―）では、主演として過去を背負った無口なタクシードライバーを演じ、日本でロケを行った。

## 主な出演作品

### 映画
1987年
全力反彈（原題）
1989年
烈火街頭（原題）
怕羞鬼（原題）
1990年
鬼喰う鬼
レッド・リベンジ 復讐の罠
1991年
誓不忘情（原題）
1992年
霊幻道士8 空飛ぶドラキュラ・リターンズ
1993年
カンフー・カルト・マスター 魔教教主 - 宋青書 役
1994年
男たちの挽歌4
楽園の瑕 - 剣豪 役
ターゲット・ブルー - ウォン・キンクォン（王建軍）役
広州殺人事件 - ション・ワイ（常威） 役
1995年
『D&D 完全黙秘』 - ポーの手下 役
1996年
冒険王 - ニーバイ 役
ゴッド・ギャンブラー 賭神伝説
欲望の街・外伝 ロンリーウルフ
1998年
レスリー・チャン 嵐の青春
1999年
ヒート HEAT
ヴィクティム
2002年
無問題2 - 香港マフィアのボス 役
2003年
マトリックス リローデッド - セラフ 役
マトリックス レボリューションズ - セラフ 役
2005年
American Fusion（原題）
2006年
SPIRIT - 霍恩第（霍元甲の父） 役
DOA/デッド・オア・アライブ - ハヤテ 役
2007年
導火線 FLASH POINT - トニー（ベトナム人三兄弟の次男） 役
2008年
ドラゴン・キングダム - ジェイド将軍 役
Nuptials of the Dead（短編・原題）
2010年
マーシャル・シティー 超人大戦
功夫。詠春（原題）
Stranger Now （短編・原題）
2011年
チャイニーズ・フェアリー・ストーリー
2012年
ドラゴン・フォー 秘密の特殊捜査官/隠密
2013年
ドラゴン・コップス -微笑捜査線-
ドラゴン・フォー2 秘密の特殊捜査官/陰謀
スペシャルID 特殊身分 - ホン（長毛雄） 役
エンジェル・ウォーリアーズ
2014年
特工艾米拉（原題）
ドラゴン・フォー3 秘密の特殊捜査官/最後の戦い
2016年
超級護衛 スーパー・ボディーガード
2018年
角頭2：王者再起 (原題)
2020年
ハーフ・オブ・イット: 面白いのはこれから The Half of It - エドウィン・チュー役
予定
Reason of Life

### ドラマ
1999年
龍堂（原題）（翡翠台）
2013年
大南遷（原題）（東南衛視/陝西衛視）
2014年
マルコポーロ（第1シーズン、6話7話・Netflixオリジナルドラマ）
2015年
三国志〜趙雲伝〜（湖南衛視）
2016年
封神（原題）